# Štěpán Koudelka
Štěpán Koudelka (* 21. února 1945 Praha) je bývalý český profesionální tenista.
V letech 1963 až 1965 nastupoval za československý daviscupový tým. V 70. letech 20. století natrvalo emigroval do Západního Německa. Během své kariéry se dvakrát dostal do třetího kola French Open. Rovněž se dostal i do hlavní soutěže Wimbledonu. V roce 1971 se mu podařilo vyhrát nad úřadujícím šampionem Tomem Okkerem na Belgian Open.
Jeho manželka Jihoafričanka Joan Wilshereová, úředním jménem Koudelková, je bývalá profesionální tenistka. Žijí spolu v severozápadním německém městě Osnabrück.